# Fàbrica d'articles acadèmics
En l'àmbit de la recerca, una fàbrica d'articles acadèmics (research paper mill en anglès) és una empresa que produeix i publica articles en revistes de baixa qualitat o falses, fent-los semblar investigacions genuïnes. A més, sovint ofereix la venda d'autoria, i això permet que persones que no han participat en l'estudi figurin a l'autoria.  En alguns casos, les fàbriques d'articles acadèmics són operacions sofisticades que venen posicions d'autoria sobre investigacions legítimes. No obstant això, en molts altres casos, els articles produïts contenen dades fraudulentes, són de baixa qualitat o estan fortament plagiats.
Segons un informe de Nature, milers d'articles de revistes acadèmiques han estat rastrejats fins a fàbriques d'articles ubicades a la la Xina, l'Iran i Rússia. Davant d'aquesta situació, algunes revistes estan reformant els seus processos de revisió per evitar aquestes pràctiques fraudulentes. El personal investigador xinès ha estat identificat com a client habitual d'aquests serveis i diverses estimacions situen el percentatge d'articles generats per aquestes fàbriques entre el 2 % i el 20 % del total d'articles acadèmics publicats, amb una incidència especialment preocupant en el camp de la biomedicina.
Aquest fenomen representa un greu problema d'ètica i integritat en la recerca, amb un impacte directe en la publicació acadèmica, incloent-hi l'escriptura acadèmica, científica i mèdica. Es tracta d'una forma de deshonestedat acadèmica que implica frau i autoria contractada, sovint a través de pràctiques com l'escriptura fantasma acadèmica. A més pot incloure la fabricació de dades, fet que contribueix a la ciència brossa i, en alguns casos, a la retractació d'articles en revistes científiques, acadèmiques o mèdiques.

## Exemples de fàbriques d'articles acadèmics

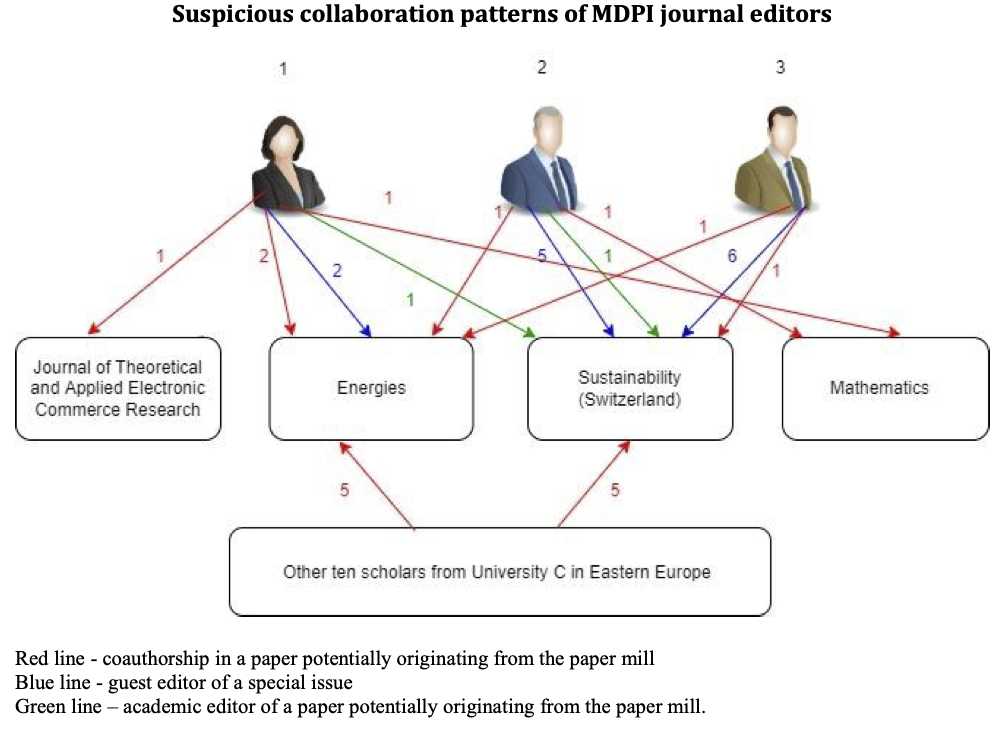
Representació d'una xarxa de publicació coordinada associada amb la paper mill International Publisher Ltd. Figura 4 d'Abalkina. (2022).

A principis de 2022, Times Higher Education i Science Magazine News van informar sobre una fàbrica d’articles fraudulents russa, International Publisher Ltd. que venia posicions d’autoria en articles acadèmics a través d’un lloc web. El personal investigador podia pagar pel prestigi acadèmic sense fer cap contribució real a la recerca. L’informe va identificar 419 articles publicats en diverses revistes acadèmiques, amb una presència notable en revistes depredadores.  Prop de 100 articles van aparèixer a l’International Journal of Emerging Technologies in Learning (Kassel University Press), aparentment amb la col·laboració d’editors que gestionaven números especials i venien coautories per entre 180 i 5.000 dòlars.
En una xarxa independent, editors convidats i acadèmics assalariats de MDPI coordinaven la venda d'autoria  en almenys quatre revistes diferents de l'editorial, amb un total de més de 20 articles afectats. A més, molts articles en revistes d'editorials de prestigi com Elsevier, Oxford University Press, Springer Nature, Taylor & Francis, Wolters Kluwer i Wiley-Blackwell també van incloure coautories pagades sense el consentiment dels editors. El 6 d'abril de 2022, moltes d'aquestes editorials van obrir una investigació sobre el cas.
El maig de 2024, el Wall Street Journal va revelar un escàndol d'estudis falsos que va afectar l'editorial Wiley. Com a resultat, es van retirar més d'11.300 articles i es van tancar 19 revistes. Els articles problemàtics estaven relacionats amb Hindawi, un editor egipci d'unes 250 revistes científiques que Wiley va adquirir el 2021. L'informe exposava el funcionament del frau de les fàbriques d'articles acadèmics i destacava els esforços d'individus que treballaven per identificar i prevenir nous casos. A més, l'article alertava que la intel·ligència artificial podria dificultar encara més la detecció del frau en un futur.
En l'àmbit de les publicacions de Catalunya i l'Estat espanyol, a partir del 2025, revistes de gran impacte com Profesional de la Información i Comunicar van ser desindexades de Web of Science i Scopus per publicar articles de dubtosa qualitat. Recentment, van ser venudes a entramats empresarials sospitosos, fet que va disparar els costos de publicació per al personal investigador i van afavorir la difusió d'estudis de poca rigorositat.